# Larbi Zekkal
Pour les articles homonymes, voir Zekkal.
Larbi Zekkal, né le 19 mai 1934 à Alger et mort le 17 septembre 2010 à Alger, est un acteur algérien.

## Biographie
Originaire du village Tidjet (Harbil) wilaya de Sétif, Larbi Zekkal est né le 19 mai 1934 à Alger. Il est le frère de la combattante algérienne FLN (Moudjahida) Fatima Zekkal (1928-1990) durant la Guerre d'Algérie.
Il a commencé sa carrière dans les années 50 au théâtre, ses rôles au cinéma sont également très nombreux. Son rôle le plus marquant est celui d'un combattant du FLN dans le film La Bataille d'Alger de Gillo Pontecorvo[réf. nécessaire]. Son dernier rôle a été dans le film franco algérien: Hors-la-loi de Rachid Bouchareb. 
Il est décédé le 17 septembre 2010, à la suite d'une chute mortelle du balcon de son domicile.

## Filmographie

### Cinéma
- 1966: La Bataille d'Alger (La Battaglia di Algeri) de Gillo Pontecorvo
- 1967: Hassan Terro de Mohammed Lakhdar-Hamina
- 1971: L'Opium et le bâton d'Ahmed Rachedi
- 1972: El Ghoula de Mustapha Kateb
- 1975: Chronique des années de braise de Mohammed Lakhdar-Hamina
- 1980: la grande tentative
- 1985: Bâton Rouge de Rachid Bouchareb
- 1991: De Hollywood à Tamanrasset de Mahmoud Zemmouri
- 1993: L'Honneur de la tribu de Mahmoud Zemmouri
- 1993: Automne... Octobre à Alger de Mohammed Lakhdar-Hamina
- 2004: Les Suspects de Kamal Dehane
- 2004: Fatima, l'Algérienne de Dakar de Med Hondo
- 2006: Beur blanc rouge de Mahmoud Zemmouri
- 2008: Si Mohand u M'Hand, l'insoumis de Rachid Benallal et Liazid Khodja
- 2010: Hors-la-loi de Rachid Bouchareb

### Télévision
- 1981: Le bourreau pleure d'Abder Isker
- 2002: Chafika Baàd Elliqa d'Amar Tribeche
- 2002: Les Rues d'Alger d'Amine Kais
- 2007: Maouïd maà El Kader de Djaàfer Gassem